# Назих, Хешам
Хе́шам Нази́х (араб. هشام نزيه‎; род. 23 октрября 1972, Порт-Саид, Египет) — египетский композитор, музыкант и актёр.

## Ранняя жизнь и карьера
Назих окончил инженерный факультет Каирского университета в 1998 году. Во время учёбы он написал саундтрек к египетскому фильму «Истерия» с участием главного актёра Ахмеда Заки.
Назих наиболее известен тем, что написал музыку к многочисленным египетским фильмам и телешоу, включая «Голубой слон», «Ибрагим Лабиад», «Тито», «Голубой слон 2» и «Сыновья Ризка».
С тех пор он написал саундтреки ко многим египетским фильмам. В 2019 году он написал музыку к британскому драматическому фильму «Рождённый королём». Его самая известная и знаменитая работа — саундтрек к Золотому параду египетских фараонов в 2021 году. Кроме того, в 2022 году он написал саундтрек к сериалу Marvel Studios «Лунный рыцарь».

## Награды
Работа Назиха над египетским фильмом «Эль-Аслийин» в 2017 году принесла ему награду за лучшую музыку на Каирском национальном фестивале египетского кино в 2018 году. В том же году он был удостоен премии Faten Hamama Excellence Award на 40-м Каирском международном кинофестивале.